# Rodrigo Capó Ortega
Rodrigo Capó Ortega (Montevideo, 8 dicembre 1980) è un ex rugbista a 15 uruguaiano, attivo nel ruolo di terza linea centro e 41 volte internazionale per l'Uruguay.
Ha giocato quasi tutta la carriera da giocatore nel Castres, vincendo due titoli di campione di Francia e diventando uno dei giocatori più emblematici.
Ha un fratello, Federico, anch'egli rugbista che gioca come pilone.

## Biografia
Originario di Montevideo, iniziò a giocare a rugby al Carrasco vincendo tre titoli di campione dell'Uruguay. Fu presto convocato in nazionale esordendo il 12 novembre 2000 contro il Cile, nel 2003 partecipò alla Coppa del Mondo di rugby 2003, giocando tutte le quattro partite del girone e mettendo a segno una sola meta con Samoa. Nel 2001 si trasferì in Francia al Millau e nel 2002 entrò nella rosa del Castres. Dopo alcuni tempi poco proficui, l'uruguaiano divenne una delle bandiere del club tanto da essere sempre riconfermato nonostante l'acquisto dei migliori giocatori del ruolo: Lionel Nallet (2003), Pascal Papé (2006) o Richie Gray (2013). In totale nel Tarn vincerà un European Shield nel 2002-03, una Coppa di Francia e due campionati francesi nel 2012-13 e nel 2017-18 quest'ultimo in veste di capitano.
In nazionale uruguaiana continuò ad essere uno dei giocatori più importanti, e dopo aver fallito la qualificazione per la Coppa del Mondo nel 2007 e 2011, Los Teros guadagnarono il posto alla Coppa del Mondo di rugby 2015 ma il 25 giugno 2015, a soli 3 mesi dalla Coppa del Mondo, Ortega annunciò il ritiro dal rugby internazionale. Il fatto ebbe risalto in patria e si moltiplicarono le accuse ai club francesi che costringevano i giocatori a scegliere tra la convocazione in internazionale e bonus. È tornato in nazionale per giocare per le qualificazioni alla Coppa del Mondo di rugby 2019, all'età di 37 anni.
A marzo 2020 annunciò il ritiro a fine stagione. La sua ultima partita fu il 1º marzo con Bordeaux Bègles in cui segnò una meta.

## Palmarès
- Campionato uruguaiano di rugby a 15: 3
Carrasco: 1999, 2000, 2001
- Campionati francesi: 2
Castres: 2012-13, 2017-18
- European Shield: 1
Castres: 2002-03
- Coppa di Francia (rugby a 15): 1
Castres: 2003